# Chaumoux-Marcilly
Chaumoux-Marcilly – miejscowość i gmina we Francji, w Regionie Centralnym, w departamencie Cher.
Według danych na rok 1990 gminę zamieszkiwało 112 osób, a gęstość zaludnienia wynosiła 7 osób/km² (wśród 1842 gmin Regionu Centralnego Chaumoux-Marcilly plasuje się na 1022. miejscu pod względem liczby ludności, natomiast pod względem powierzchni na miejscu 835.).